# سوسن عطاف
سوسن عطاف ممثلة سورية من مواليد عام (1970) في سورية بدأت العمل في المسرح الجامعي حيث كانت من مؤسسي فرقة المسرح الجامعي قدمت أول عمل باسم العين إخراج حنا يوسف حيث لعبت دورا في المسرحية إضافة إلى قيامها بتصميم الرقصات وتوالت الأعمال إلى أن انتسبت للمسرح القومي عام 1992 وقدمت فيه أيضا عملا بعنوان «موت موظف» ومسرحية نزهة في الجبهة كما شاركت في عمل العائلة توت لنقابة الفنانين إخراج حسين عباس واعترافات زوجية للمسرح القومي إخراج سليمان شريبه

## حياتها
هي ممثلة سورية ولدت في حلب السورية، متزوجة الممثل والمخرج السوري حسين عباس و لديهما والدان.